# Fontaine Saint-Bertin
La fontaine Saint-Bertin est une fontaine de Guillac dans le Morbihan en France.

## Localisation
La fontaine  est située au lieu-dit « Saint-Bertin », à Guillac.

## Historique
La fontaine Saint-Bertin est construite en 1665, consécutivement à un vœu qui aurait mis fin à un fléau dans la paroisse.
Elle fait l'objet d'une inscription au titre des monuments historiques depuis le 13 février 1929.

## Architecture
Construite en pierres, la fontaine se présente comme un édicule portant un fronton mouluré, au centre duquel est gravé le blason de la famille Saint-Pern.